# Energetyka w Sudanie
Energetyka w Sudanie – Sudan jest eksporterem netto energii, głównie w postaci ropy naftowej. Prawie połowę zużycia energii pokrywa biomasa, głównie spalanie drewna i węgla drzewnego.

## Wskaźniki ogólne i bilans
W 2013 Sudan wyprodukował 15,65 Mtoe energii, z czego 0,94 Mtoe wyeksportowano. Emisja ditlenku węgla wyniosła przy tym 13,58 Mt. 
Produkowanymi nośnikami energii jest przede wszystkim biomasa (9,085 Mtoe), ropa naftowa (5,854 Mtoe), i woda (0,715 Mtoe; hydroelektrownie). Importowane są przede wszystkim produkty ropopochodne (1,194 Mtoe). Eksportowana jest ropa naftowa (1,875 Mtoe) i jej pochodne (0,263 Mtoe).
Ponad połowa importowanych paliw spalana jest krajowych elektrowniach cieplnych (0,613 Mtoe). Prawie 70% wydobywanej ropy naftowej jest przetwarzane w lokalnych rafineriach. 
Zużycie energii, w Mtoe, rok 2011
| Sektor                              | Prod. ropopochodne | Drewno i biomasa | Prąd elektry. | Razem  |
| ----------------------------------- | ------------------ | ---------------- | ------------- | ------ |
| Przemysł                            | 0,464              | 0,667            | 0,110         | 1,241  |
| Transport                           | 2,727              | 0                | 0             | 2,727  |
| Gosp. domowe                        | 0,206              | 3,672            | 0,368         | 4,246  |
| Handel i usługi                     | 0,137              | 1,086            | 0,155         | 1,377  |
| Rolnictwo i leśnictwo               | 0,044              | 0                | 0,046         | 0,091  |
| Rybołówstwo i rybactwo              | 0                  | 0                | 0             | 0      |
| Niewyszczególnione                  | 0,165              | 0                | 0             | 0,165  |
| Zużycie nie w celach energetycznych | 0,183              | 0                | 0             | 0,183  |
| Razem                               | 3,926              | 5,424            | 0,679         | 10,030 |

## Ropa naftowa

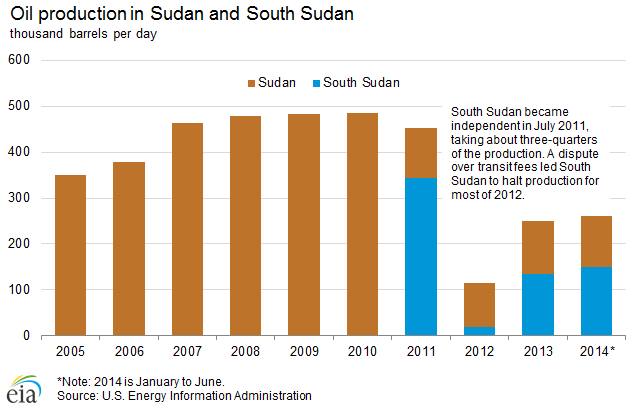
Produkcja ropy naftowej w Sudanie i Sudanie Południowym.

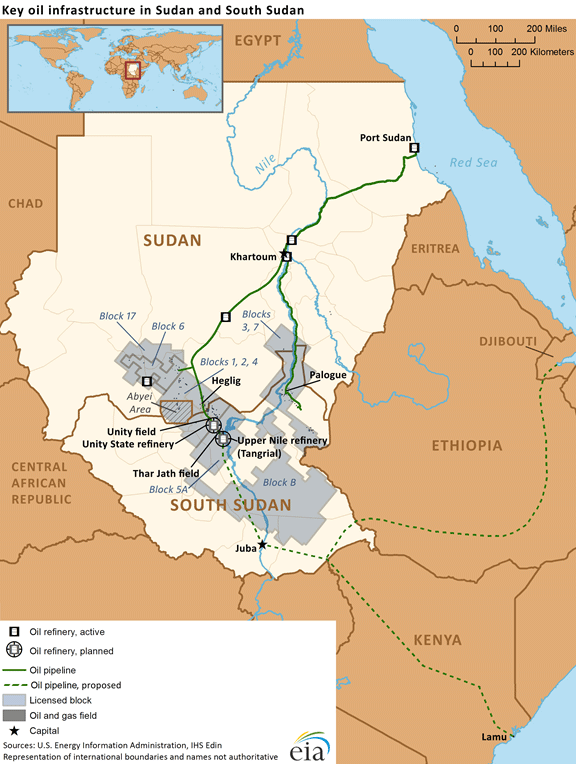
Pola naftowe i infrastruktura naftowa w Sudanie i Sudanie Południowym.

Sudan wyprodukował w 2013 roku 5,75 mln ton ropy naftowej, z czego 3,908 mln ton zostało przetworzonych w krajowych rafineriach, a 1,842 mln ton wyeksportowano.
W 2013 roku oba państwa sudańskie eksportowały 133 000 baryłek surowej ropy naftowej dziennie. Głównym odbiorcą były Chiny (86%), Japonia (8%), Indie (5%), i Korea Południowa (1%).
Do 2011, Sudan był drugim pod względem znaczenia producentem ropy naftowej w Afryce. Secesja Sudanu Południowego spowodowała spadek dochodów ze sprzedaży ropy naftowej z 11 mld USD do 1,8 mld USD. W latach 2013–2014 produkcja ropy naftowej osiągnęła poziom prawie połowy produkcji sprzed secesji, przy czym zmniejszyła się dysproporcja terytorialna - w Sudanie Południowym wydobywa się około 60% a nie ok. 80% tego surowca. Dodatkowo, Sudan Południowy musi korzystać z infrastruktury przesyłowej Sudanu.
W Sudanie i Sudanie Południowym działa pięć głównych firm naftowych: Greater Nile Petroleum Operating Company (GNPOC; z 40% udziałem chińskim, 30% udziałem malezyjskim i 25% udziałem indyjskim), Dar Petroleum Operating Company (DPOC; 47% kapitału chińskiego, 40% malezyjskiego), Sudd Petroleum Operating Company (SPOC; 34% udziału malezyjskiego, 24% udziału indyjskiego), Petro Energy (E&P; 95% kapitału chińskiego), i Star Oil (66% kapitału jemeńskiego).
Bilans prod. ropopochodnych, w mln ton, rok 2011
| Rodzaj                              | Produkcja | Import | Eksport |
| ----------------------------------- | --------- | ------ | ------- |
| Nafta                               | 0,016     | 0      | 0       |
| Ciekłe gazy napędowe (nienaturalne) | 0,298     | 0,167  | 0,01    |
| Benzyna samochodowa                 | 1,042     | 0,041  | 0,230   |
| Benzyna lotnicza                    | 0         | 0      | 0       |
| Nafta lotnicza                      | 0,115     | 0,129  | 0       |
| Inne nafty                          | 0,003     | 0      | 0       |
| Olej napędowy (ON)                  | 1,620     | 0,611  | 0,015   |
| Inne oleje napędowe                 | 0,387     | 0,027  | 0       |

### Pola naftowe
Wydobycie ropy naftowej w Sudanie skupione jest na polach naftowych Heglig, Bamboo (pole roponośne Block 2), Diffra, Neem (pole Block 4), Fula, Hadida (Block 6), i al-Barasaya (Block 17).

## Infrastruktura
Pierwsza rafineria w Sudanie powstała w 1964 w Port Sudan, przy współpracy British Petroleum i Shell (od 1976 ze współwłasnością państwa). Obecnie może ona przetwarzać 21,7 tys. baryłek dziennie. Największa rafineria, al-Jaili, położona jest koło Chartum (wydajność 100 tys. baryłek dziennie). Trzy mniejsze rafinerie to: El Obeid i Shajirah (po 10 tys. baryłek dziennie), oraz Abu Gabra (2 tys. baryłek dziennie).
Przez Sudan przebiegają dwa rurociągi eksportujące. Jeden przebiega z pól Block 3 i 7 do terminalu morskiego Bashayer, na południe od Port Sudan. Ma on długość 1360 km i przepustowość maksymalną 500 tys. baryłek dziennie. Operatorem jest DPOC. Drugi, którego operatorem jest GNPOC, łączy pola Block 2 i 4 w Sudanie i pola 1 i 5A w Sudanie Południowym z terminalem Bashayer. Ma on 1600 km długości i przepustowość maksymalną 450 tys. baryłek dziennie.
Krótszy, 720-kilometrowy rurociąg należący do CNPC, łączy pole Block 6 z rafinerium w Chartum. Niespełna 100-kilometrowy rurociąg firmy SPOC przebiega od pola Block 5A do Heglig, gdzie dalej ropa biegnie rurociągiem firmy GNPOC do Port Sudan.

## Energia elektryczna

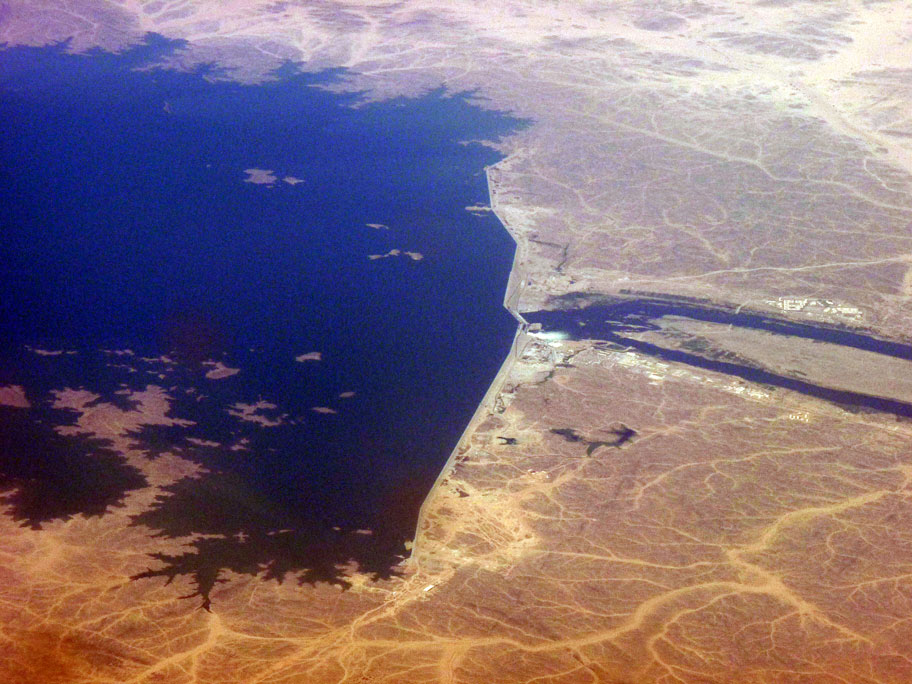
Tama i hydroelektrownia Merowe

W 2013 roku zużyto tam 7,895 TWh energii elektrycznej, tj. 210 kWh/osobę. Energetyka oparta jest przede wszystkim o hydroelektrownie (8,315 TWh brutto) i o elektrownie na ropę naftową (1,969 TWh brutto).  Problemem krajowym jest słabo rozwinięta sieć dystrybucyjna.
Zużycie energii elektrycznej, rok 2011
| Sektor                 | Zużycie [TWh] |
| ---------------------- | ------------- |
| Przemysł               | 1,279         |
| Transport              | 0             |
| Gosp. domowe           | 4,279         |
| Handel i usługi        | 1,801         |
| Rolnictwo i leśnictwo  | 0,536         |
| Rybołówstwo i rybactwo | 0             |
| Inne                   | 0             |

Po doliczeniu strat (2,356 TWh) i zużycia własnego (0,033 TWh), produkcja brutto energii elektrycznej wyniosła 10,284 TWh.
Elektrownie wodne stanowią podstawę (80%) produkcji energii elektrycznej w Sudanie. Dostępną moc zainstalowano w trzech siłowniach położonych w południowo-wschodnim krańcu kraju: zapora Merowe (1250 MW; Nil), zapora Roseires (275MW; Nil Błękitny), zapora Sennar (15 MW; Nil Błękitny), zapora Khashm El Girba (13 MW; Atbara).

## Geotermika
W Sudanie jako potencjalne źródła energii geotermalnej wskazano kilka obszarów (Dżabal Marra, Sawakin, obszary wulkaniczne), ale wymagają one dalszych badań.

## Rezerwy energetyczne
Sudan posiada znaczne rezerwy paliw kopalnych, szacowane w 2010 (czyli jeszcze wraz z Sudanem Południowym), na 6,8 mld baryłek ropy naftowej (20. miejsce na świecie) i prawie 85 mld m³ gazu ziemnego. Nie odkryto żadnych dużych złóż węgla kamiennego. Dzięki położeniu geograficznemu, Sudan posiada jednocześnie ogromny potencjał wytwarzania energii słonecznej, szacowany w 2008 roku na 8702 TWh/rocznie, co plasowało go na 9. miejscu na świecie.